# Gemeine Schlammfliege

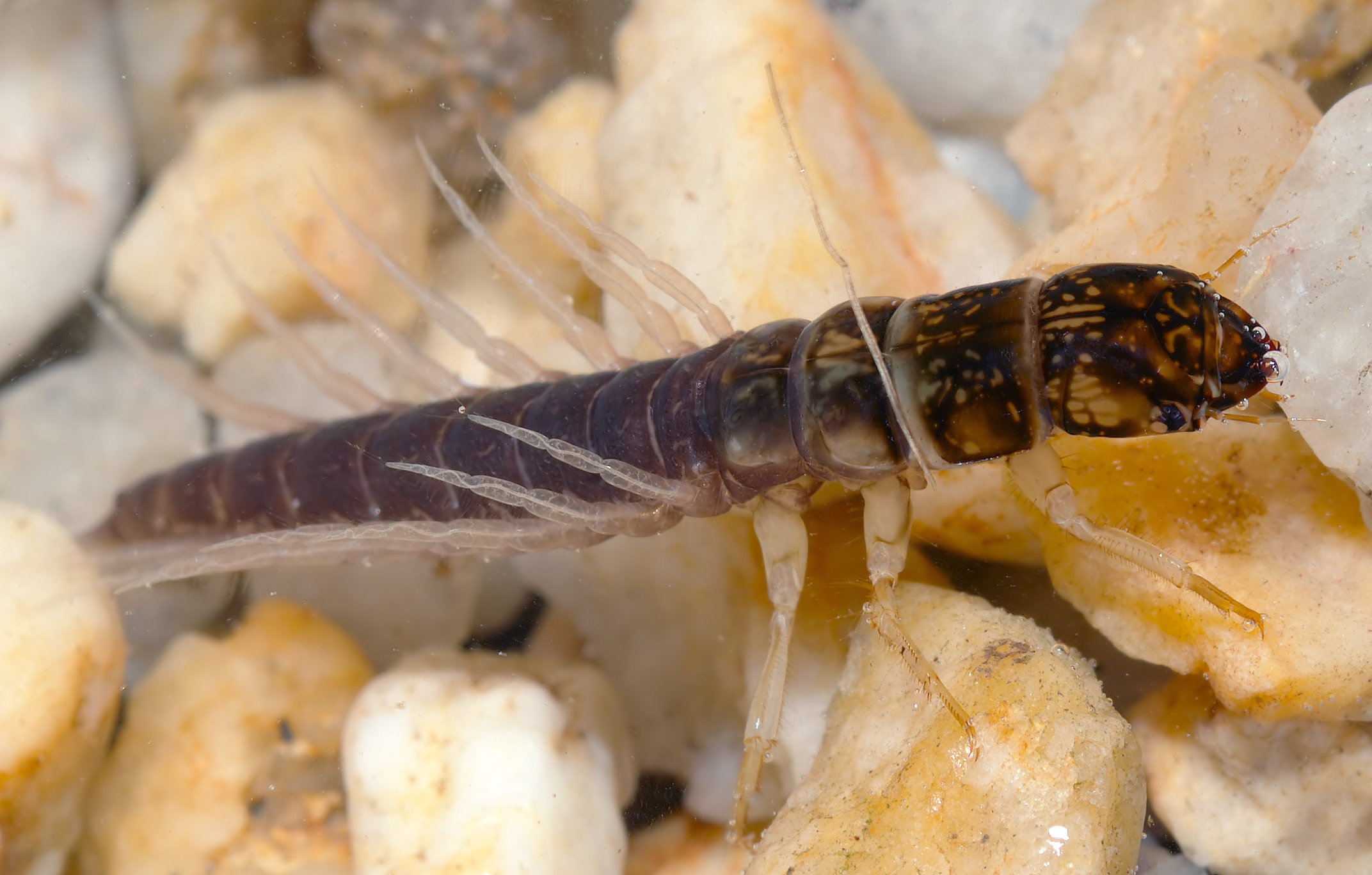
Larve der Gemeinen Schlammfliege

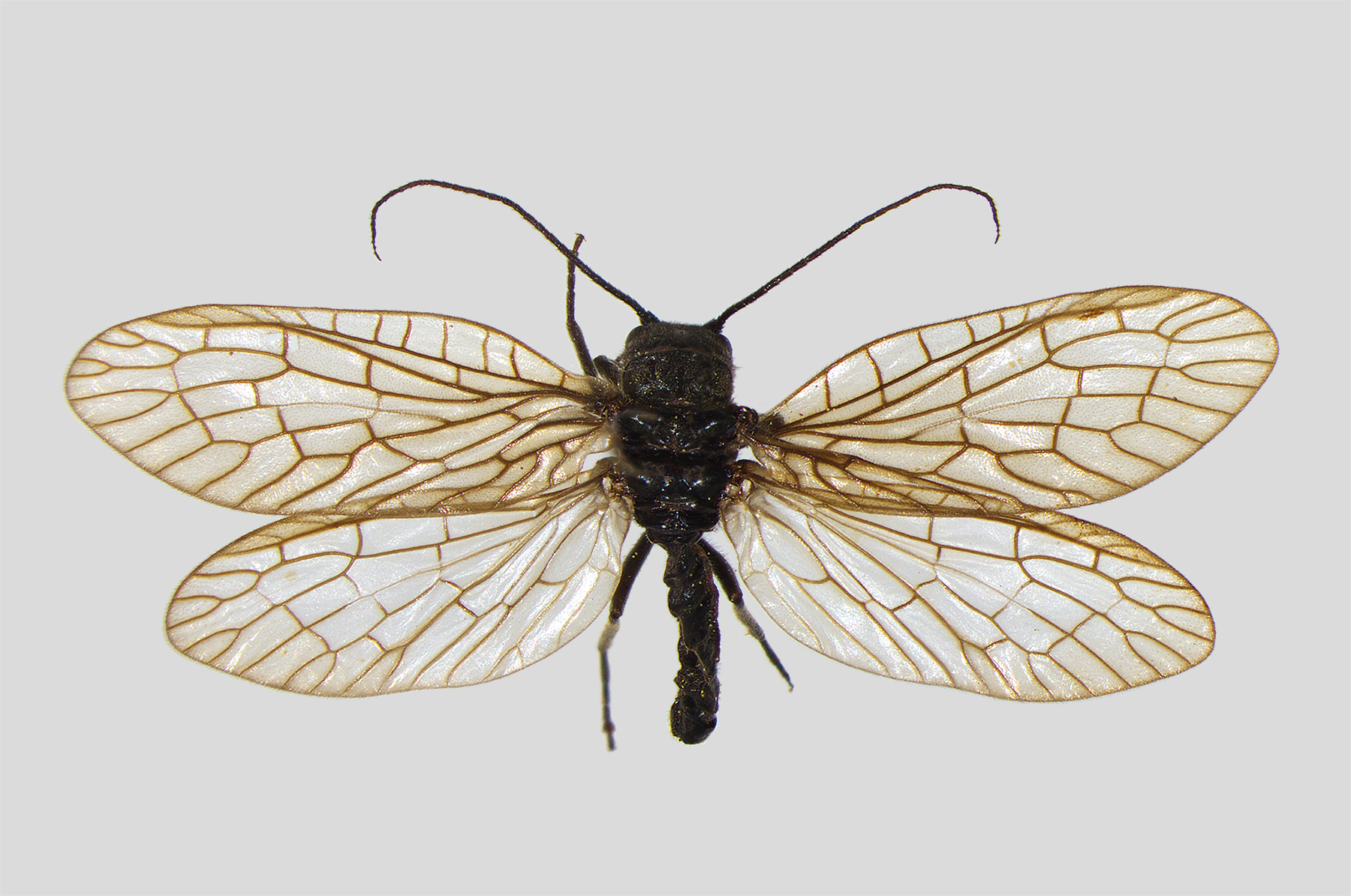
Präpariertes Exemplar

Die Gemeine Schlammfliege (Sialis lutaria), auch Gemeine Wasserflorfliege genannt, ist eine Art der Schlammfliegen und in Europa verbreitet. Hier ist sie die häufigste und am weitesten verbreitete Art der Gattung.

## Merkmale
Die Körperlänge beträgt etwa 10–20 mm, maximal bis zu 25 mm, wobei die Weibchen geringfügig größer werden. Die Flügelspannweite beträgt etwa 22–35 mm. Die Grundfarbe des Körpers ist dunkelbraun bis schwarzbraun. Die in Ruhestellung dachförmig gehaltenen Flügel ragen weit über den Hinterleib hinaus. Sie sind graubraun und weisen ein dichtes, dunkles Adergeflecht auf. Die Adern sind am Rand nicht gegabelt. Die Fühler sind lang und fadenförmig. Es gibt eine Reihe ähnlicher Sialis-Arten, die anhand der Genitalien unterschieden werden können.
Die Larven erreichen Längen von etwa 17 mm. Sie haben große Köpfe mit kräftigen Mundwerkzeugen und drei Beinpaare. Am Abdomen befinden sich federartige Kiemen an den Seiten.

## Verbreitung und Lebensraum
Die Art bewohnt weite Teile Europas, fehlt aber in vielen Gebieten Südeuropas und Osteuropas. Nachweise finden sich vor allem aus Frankreich, Großbritannien, Irland, Belgien, den Niederlanden, Luxemburg, Deutschland, der Schweiz, Dänemark, Schweden und Norwegen (bis weit über den Nördlichen Polarkreis hinaus), Polen, Tschechien, Österreich, Ungarn, Slowenien und Kroatien. Aber auch aus dem Norden Spaniens und Italiens, Finnland, Estland, Litauen, Belarus, dem äußersten Westen Russlands, Serbien, Bulgarien und Albanien ist die Art bekannt. Darüber hinaus ist die Art möglicherweise noch weiter in Europa verbreitet.
Die Gemeine Schlammfliege findet sich an Ufern von ruhig fließenden Bächen oder Flüssen, Teichen, Tümpeln und nährstoffreichen Seen und stets in Wassernähe. Die Larven leben in den Gewässern, die bevorzugt reich an Pflanzen sind.

## Lebensweise
Nach dem Schlupf der adulten Tiere, also vom Frühling bis zum Frühsommer, findet die Verpaarung am Boden statt. Die Männchen verfolgen zu Fuß die Weibchen, die, wenn sie paarungsbereit sind, stehenbleiben. Das Männchen hält mit den Vorderbeinen das Weibchen fest, schiebt seinen Kopf unter den Körper des Weibchens und drückt seinen Hinterleib schräg nach oben, bis es den Samenbehälter des Weibchens erreicht hat und dann das Samenpaket hineindrücken kann. Die Wand des Samenpakets (Spermatophore) löst sich auf und die Samen wandern in die weibliche Geschlechtsöffnung. Nach der Begattung legt das Weibchen seine ungefähr 200 Eier in Klumpen meist an einem Pflanzenstängel des Röhrichts über dem Wasser ab. Durch Regen werden die frisch geschlüpften Larven ins Wasser gespült oder sie fallen hinein. Manchmal findet die Eiablage aber auch auf Wasserpflanzen oder Steinen statt. Die Larven müssen dann nach dem Schlupf möglichst schnell das Wasser erreichen. Sie ernähren sich räuberisch von kleinen Wasserlebewesen. Junge Larven jagen zwischen Wasserpflanzen, ältere ziehen sich in den Schlamm zurück. Zur Verpuppung steigen sie nach oben und verlassen das Gewässer. Ab diesem Moment setzt die Tracheenatmung ein. Die Verpuppung findet im Erdboden am Ufer statt. Aus den Puppen schlüpfen schließlich die Imagines, die nur wenige Tage leben und keine Nahrung zu sich nehmen. Man findet sie etwa von April bis August, besonders häufig im Mai und Juni. Sie fliegen bei Sonnenschein manchmal um Wasserpflanzen, klettern aber weitaus häufiger in den Uferpflanzen umher, da sie nur ungern fliegen. Sie bleiben in der Nähe ihrer Larvengewässer. Die Gesamtentwicklung der Art dauert etwa zwei Jahre, manchmal auch nur ein Jahr.

## Taxonomie
Das Basionym der Art lautet Hemerobius lutarius. Darüber hinaus finden sich in der Literatur noch weitere Synonyme, beispielsweise Semblis lutaria (Linnaeus 1758), Hemerobius aquaticus Retzius 1783, Sialis excelsior Navás 1916 und Sialis nigra Latreille 1805.